# 小檗生叉丝壳
小檗生叉丝壳（学名：Microsphaera berberidicola）是属于白粉菌目白粉菌科叉丝壳属的一种真菌，寄生在小檗属植物上。该种分布于中国。